# Dubbelbotten

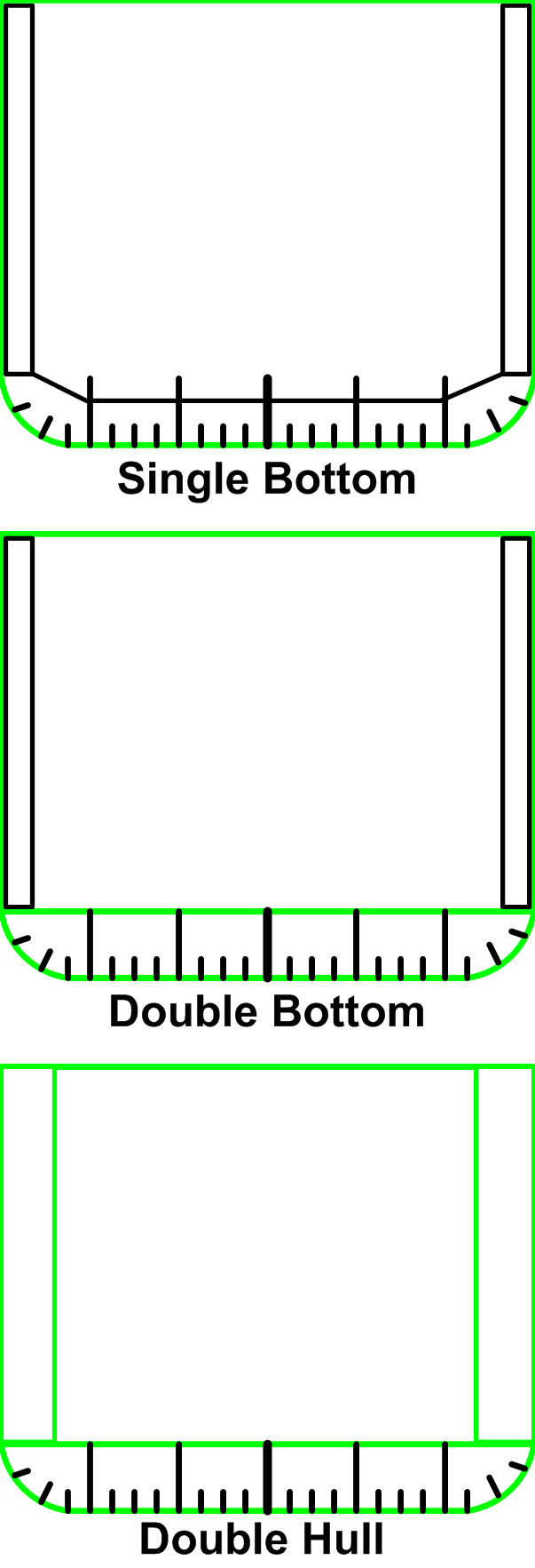
1. Enkel skrov, 2. Dubbel botten, 3. Dubbelt skrov. Gröna linjen är vattentät; Svarta linjer är inte vattentäta utrymmen

Dubbelbotten är en typ av skrov där fartyget har två vattentäta bottendelar. Det yttre fungerar som ett vanligt skrov och det inre är ett extra lager som förhindrar ett läckage om det yttre lagret skadas. Detta tillämpas hos modernare fartyg som fraktar till exempel olja. I dubbelbotten finns barlasttankar som fylls med vatten när fartyg går olastat. De tidigare äldre fartygen var byggda med endast ett yttre tätt skrov. Den framtida fartygsflottan har dubbelskrov för tankfartyg.